# La prisión
La prisión era un videojuego de rol multijugador masivo en línea MMORPG.

## Historia
Este juego fue desarrollado por Dinamic Multimedia a finales de los años 1990, haciendo historia como el primer juego de bandera española del tipo MMORPG. Su explotación pasó por varias empresas si bien siempre se mantuvo parte del equipo original de desarrolladores, y el juego recibió actualizaciones, parches y mejoras hasta finales de 2015. A fecha de marzo de 2018 los servidores ya no funcionan y no se pueden crear cuentas.

### La idea
La idea de La prisión nace como una apuesta personal del dueño de Dinamic Multimedia, que ya en 1998 intuyó que buena parte del futuro de los juegos pasaba por incorporar elementos "en línea" que se conservaran en el tiempo. En ese momento las únicas referencias de éxito en el género eran Everquest y Ultima Online y el porcentaje de jugadores españoles en esos mundos, más que minoritario, era prácticamente nulo.
En mayo de 1999 comenzó a trabajarse oficialmente en La prisión fundamentalmente en tres líneas:
1. El diseño del sistema de red para permitir la presencia en un mismo espacio de un número elevado de jugadores simultáneos. Crearon el «Intrachat», que causó furor y estragos entre los empleados de la oficina (tuvo que prohibirse utilizarlo durante el horario laboral).
2. El diseño del juego en sí, donde muchas de las ideas que parecían idóneas sobre el papel se mostraban como inviables una vez que trataban de implementarse. «Si hay una pastilla de jabón en el suelo del baño y la coge un jugador, ¿qué encuentra el siguiente que llega?», «si el objetivo del juego fuese fugarse, ¿se acaba ahí el juego?». Los cambios sobre la idea inicial fueron tantos que prácticamente sólo persiste el marco: una prisión de alta seguridad donde los jugadores toman el papel de presos. Aun así, con el tiempo, el que la prisión fuese un espacio cerrado también se descubriría como uno de los grandes escollos para la evolución natural del juego.
3. Por último, el sistema de identificación de usuarios a través de nombre / contraseña / número de serie. El único que, como se ha demostrado con el tiempo, hace imposible que pueda hablarse de piratería.

## El lanzamiento
La expectación que había creado el juego, entre posibles jugadores y prensa, hace que sea difícil mover su fecha de lanzamiento y este sale al mercado «sin acabar» (algo tan normal hoy en el género). Pese a las pruebas previas, la afluencia masiva de jugadores (llegaron a venderse en pocos meses 20.000 copias) demostró que el sistema de red no estaba preparado técnicamente para soportar tantas conexiones simultáneas y al mismo tiempo se bloquearon también los servicios técnicos y de atención al cliente. Se optó por ofrecer el producto como gratuito hasta que el juego estuviese «listo» y, pese a la mala prensa inicial, mucha gente continuó jugando.
En junio de 2001 el juego estaba preparado para empezar a cobrar a los jugadores y el sistema de combate se había cambiado por completo, lo que, junto a otros cambios importantes en el sistema de habilidades, obligó al "reinicio" de todos los personajes. Ambas medidas no fueron bien soportadas por la comunidad de jugadores.
En España entonces nadie estaba acostumbrado al pago por un servicio similar y, pese a que el nuevo sistema de combate era a todas luces más atractivo, los jugadores ya se habían convertido en «veteranos» y se negaban a empezar desde el principio. Por otra parte, empezaban a filtrarse los problemas de la compañía, y muchos se preguntaban qué pasaría con sus personajes en el caso de que cerrase.
En ese momento, Cryo Networks, empresa de capital francés dedicada en ese momento al desarrollo de mundos 3D, alertada por los rumores de cierre de Dinamic Multimedia, pone sus ojos en La Prisión y empieza a negociar con Dinamic diversas fórmulas de traspaso y explotación. Llevando la contraria al rumor que ha perdurado, el juego fue un activo y no un lastre.
En octubre de 2001 Dinamic Multimedia cierra sus puertas. La compañía trató sin éxito de expandirse en pleno boom de las puntocom y vio cómo la enorme inversión realizada en su nueva división, dedicada exclusivamente al desarrollo de portales en Internet, no podía mantenerse a costa de su actividad tradicional (la venta de videojuegos). Aún hoy perdura el mito, falso, de que la «división de Internet» era la encargada de La prisión y por tanto se atribuyó al juego la debacle económica de la empresa.

## 2.ª etapa: Cryo Networks
Cryo Networks retoma el proyecto y, pese a que probablemente su idea inicial fuese continuarlo con un equipo propio residente en Francia, comprende que la continuidad del juego pasa por el mantenimiento de buena parte del equipo original de desarrollo y éste se traslada a sus oficinas de Madrid.
La adaptación a la nueva empresa se hace de nuevo mediante un período de juego gratuito y la comunidad de jugadores, aunque muy mermada tras el cambio, se vuelca en este caso con el equipo. Mientras la empresa se centra en su proyección internacional. Se firman acuerdos comerciales con Italia y Canadá, se rediseña por completo la web y se comienza a traducir el juego a otros idiomas. Es probablemente una de las mejores épocas para el juego, pero por desgracia el resto de actividades de la compañía atraviesa un mal momento y la matriz en Francia quiebra.

## 3.ª etapa: Serving Online Worlds
En este caso son los propios miembros del equipo de desarrollo de La prisión, los que se esfuerzan para que el juego no muera, e inician las negociaciones con Cryo Networks para poder seguir en marcha y mantener el juego. Los propios jugadores, que pagaban por jugar, hacen llegar mensajes de apoyo para que el juego no muera. Nace así Serving Online Worlds.
La Ley de Protección de Datos impedía a Cryo Networks ceder la base de datos de jugadores, por lo que no queda más remedio que reiniciar los sistemas: en junio de 2003 todos los jugadores que quieren regresar deben crear de nuevo sus cuentas de usuario y empezar de cero sus personajes. A cambio, el equipo de desarrollo es más libre en la toma de decisiones y puede atender las peticiones esenciales de la comunidad.
Con el juego mucho más estable que en sus orígenes, y tras haber realizado más de 100 actualizaciones en total, se opta por lanzar, a finales de 2005, una nueva edición en CD-ROM: La prisión online: Reincidentes que permita recuperar a parte de los jugadores perdidos. Con ello también se obtiene la primera valoración positiva del juego, sin invertir en publicidad, en la revista Computer Juegos Hoy.
Llegan las grandes rivalidades entre clanes, los primeros casos de speed-hack, World of Warcraft, el TeamSpeak, mejoras en el sistema de atención al cliente, los guardias de juego, las mejoras en la conexión, la alta definición, la constante adaptación a que el juego funcione en todos los sistemas y máquinas...
En 2008 por primera vez en la historia del juego se introducen dos nuevos delitos y el equipo se compromete a realizar actualizaciones mensuales de contenido y que llevan sucediéndose desde abril.
En 2009 sigue la tónica de actualizaciones mensuales con más mejoras técnicas.

## Cierre de los servidores
En el año 2018, sin previo aviso, los servidores fueron cerrados, siguiéndolo la propia web poco menos de un año después. Desde entonces, la encargados detrás del juego manifestaron sus intenciones de no revivirlo.

## Comunidad
En agosto de 2019, nace una comunidad bajo la iniciativa "Revivir la Prision" en la cual a día de hoy alcanza cerca de los 500 integrantes, y que trabaja en el lanzamiento de un nuevo juego basado en La Prisión con el motor gráfico Unreal Engine 5 denominado IMPRISONED (antes La Prisión Reloaded), del cual ya han realizado diversas pruebas en línea con algunos jugadores, siendo la última en enero de 2025. Puedes seguir los avances del desarrollo del juego consultando en la web oficial del proyecto https://www.playimprisoned.com y .
También sigue viva una de las fanweb más veterana de La Prisión, que arrancó sobre el año 2001 y que a día de hoy se ha relanzado para apoyar el proyecto Revivir La Prisión, es la fanweb dónde se puede encontrar información del juego y del proyecto.
Durante el 2020 se lanzó otro proyecto basado en el juego original, llamado "The Prison". En principio es un proyecto de un estudio español independiente utilizando el motor de Unreal Engine 5. Han mostrado algunos tráileres y gameplays en la web oficial del proyecto.